# Восточное (Курганская область)
Восточное — село в Частоозерском районе Курганской области. Административный центр Восточного сельсовета.

## Описание
Село занимает южный и восточный берега озера Каменное в 15 км к югу от Частоозерья, в 160 км к востоку от Кургана и в 100 км к северо-западу от Петропавловска. На юге и западе к селу примыкают небольшие участки леса, в 1 км к юго-западу находится озеро Федорково, в 2,5 км к юго-востоку от села находится крупное озеро Горькое.
Имеется подъездная дорога к селу от автодороги Петухово — Частоозерье. Ближайшая доступная ж.-д. станция Петухово (на линии Курган — Петропавловск) находится в 40 км к югу от села.
В селе имеются средняя общеобразовательная школа, дом культуры, пилорама, зерносклад.

## Население
| 1989 | 2002 | 2010 |
| ---- | ---- | ---- |
| 688  | ↘576 | ↘439 |

Национальный состав: русские — 87 %, казахи — 8 %.